# Convallaria
Convallaria is een geslacht uit de aspergefamilie. Het telt één soort: Convallaria majalis (Lelietje van dalen). Deze komt voor in Europa en Azië. 